# Somerset West
Somerset West – miasto w Republice Południowej Afryki, w prowincji Przylądkowej Zachodniej, w zespole miejskim Kapsztadu. 55 166 mieszkańców.
W mieście rozwinął się przemysł chemiczny i spożywczy.